# Francis Kiprop (Marathonläufer, 1982)
Francis Kiprop (* 4. Juni 1982) ist ein kenianischer Laufstreckenläufer, der sich auf den Marathon spezialisiert hat.

## Werdegang
2006 wurde er Achter beim Paris-Marathon in 2:10:40 h und Siebter beim Amsterdam-Marathon. Im Jahr darauf wurde er Dritter beim CPC Loop Den Haag und verbesserte sich als Elfter beim Amsterdam-Marathon auf 2:09:49. 
2008 wurde er Vierter beim Seoul International Marathon in 2:08:30 h, stellte beim Halbmarathon Kärnten läuft mit 1:00:59 h einen Streckenrekord auf und wurde Zehnter beim Berlin-Marathon. 2009 wurde er Achter beim Rom-Marathon und Zweiter beim Berlin-Marathon, 2010 Sechster beim Rotterdam-Marathon.
2011 folgte einem dritten Platz beim Madrid-Marathon ein Sieg beim Peking-Marathon.
Im April 2014 gewann er in 2:08:53 h den Mailand-Marathon.

## Persönliche Bestzeiten
- 3000 m: 7:46,13 min, 16. Juni 2002, Villeneuve-d’Ascq
- 5000 m: 13:05,81 min, 16. Juli 2002, Stockholm
- 10.000 m: 27:36,78 min, 30. August 2002, Brüssel
- 10-km-Straßenlauf: 27:49 min, 11. Dezember 2002, Doha
- Halbmarathon: 1:00:17 h, 17. März 2007, Den Haag
- Marathon: 2:07:04 h, 20. September 2009, Berlin